# Autechre
Autechre — англійський дует електронної музики, що складається з Роба Брауна та Шона Бута, обоє з Рочдейла, Великий Манчестер. Сформовані у 1987 році, вони є одними з найвідоміших гуртів, підписаних на британському електронному лейблі Warp Records, на якому вийшли всі повноформатні альбоми Autechre, починаючи з їхнього дебютного Incunabula 1993 року. Початкове визнання гурт отримав, потрапивши на компіляцію Warp 1992 року Artificial Intelligence.
Під впливом таких стилів 1980-x, як електро та хіп-хоп, музика Autechre еволюціонувала протягом їхньої кар'єри від ранніх мелодійних техно-записів до пізніх робіт, які часто вважаються абстрактними та експериментальними, зі складною композицією та невеликою кількістю стилістичних умовностей. Їхню творчість асоціюють з електронним жанром 1990-х, відомим як інтелектуальна танцювальна музика (IDM), хоча Бут відкидає цей ярлик як «дурнуватий».

## Дискографія
Студійні альбоми
- Incunabula (1993)
- Amber (1994)
- Tri Repetae (1995)
- Chiastic Slide (1997)
- LP5 (1998)
- Confield (2001)
- Draft 7.30 (2003)
- Untilted (2005)
- Quaristice (2008)
- Oversteps (2010)
- Exai (2013)
- elseq 1–5 (2016)
- NTS Sessions 1–4 (2018)
- SIGN (2020)
- PLUS (2020)